# Jocelyn Bell
Pour les articles homonymes, voir Bell.
Jocelyn Bell Burnell, née Susan Jocelyn Bell le 15 juillet 1943, est une astrophysicienne britannique. Elle est connue pour sa découverte du premier pulsar, pour laquelle son directeur de thèse Antony Hewish obtient le prix Nobel, ce qui déclenche une très vive controverse,,.

## Biographie

### Enfance et vie familiale
Susan Jocelyn Bell est née à Belfast en Irlande du Nord le 15 juillet 1943. Elle est l'aînée d’une fratrie de quatre composée d'un garçon et de trois filles. Son père, George Philip Bell, est architecte et aide à concevoir le planétarium d’Armagh (en). Elle grandit dans une famille aisée, qu’elle qualifie comme appartenant à la « gentry » ; ainsi plusieurs employés de maison aident sa mère, Margaret Allison Bell, née Kennedy, à tenir la maison. Elle s'intéresse très jeune à l'astronomie ; elle accompagne son père à l’Observatoire d’Armagh et y rencontre le personnel de l’observatoire qui nourrit sa curiosité. Elle vit à Lurgan et étudie au Lurgan College (en) entre 1948 et 1956.
À onze ans, elle échoue à l’examen 11+, utilisé pour orienter les enfants vers des études générales ou professionnelles.  Entre 1956 et 1961, ses parents l’envoient à la Mount School (en) de York, un pensionnat de filles de la Société religieuse des Amis,. Là-bas, elle est marquée par un professeur à qui elle attribue une grande partie de sa vocation pour la physique.
En 1968, elle épouse Martin Burnell, un fonctionnaire, dont elle divorce en 1993, après avoir eu un fils, Gavin Burnell. Ayant des difficultés pour trouver des garderies, elle travaille à temps partiel pour élever son fils. Ce dernier est devenu physicien dans le domaine de la physique de la matière condensée,.

### Carrière

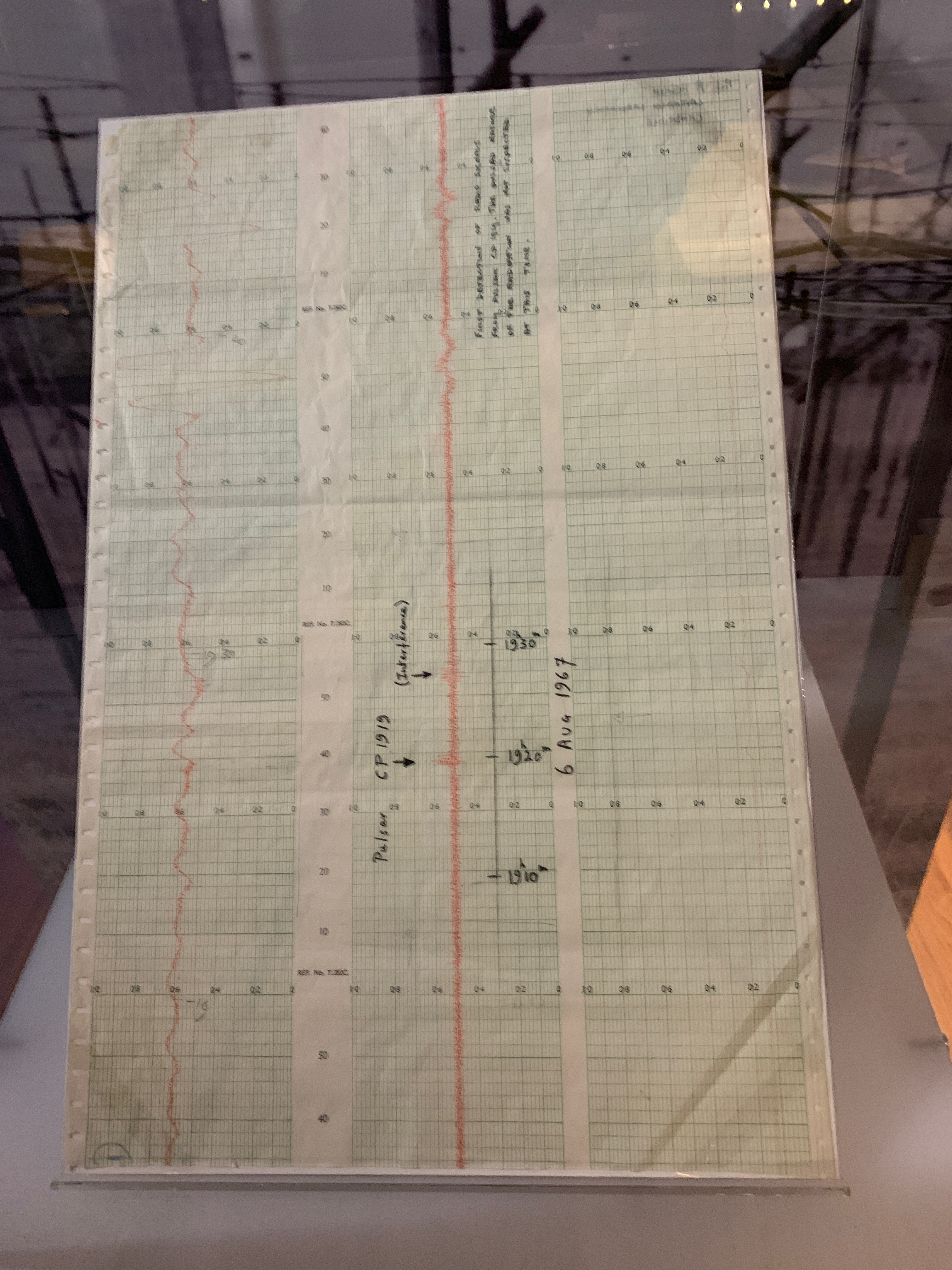
Graphique sur lequel Jocelyn Bell Burnell a reconnu pour la première fois la présence d’un pulsar, exposé à la bibliothèque de l’université de Cambridge.

Jocelyn Bell est Bachelor of Science de l'université de Glasgow en 1965 puis obtient son Ph.D. à l'université de Cambridge en 1969. À Cambridge, elle travaille avec Antony Hewish et quelques autres à la fabrication d’un radiotélescope destiné à l’étude des quasars, récemment découverts à l’époque, en utilisant la scintillation interplanétaire qui permet de distinguer les sources compactes de celles plus étendues. En 1967, examinant les enregistrements du radio-télescope, Bell remarque un signal différent des signaux radioastronomiques connus, dont la position, sur la sphère céleste, semble constante et dont les pulsations, environ une par seconde, sont régulières. Temporairement baptisée « Little Green Men 1 » (« Petits Hommes verts no 1 »), la source est par la suite identifiée comme étant une étoile à neutrons.
Elle met en évidence ainsi le premier pulsar, découverte pour laquelle son directeur de thèse Antony Hewish obtient le prix Nobel en 1974, ce qui déclenche une très vive controverse initiée par Fred Hoyle et relayée par d’autres confrères, scandalisés de voir ce prix prestigieux remis à un directeur de thèse, au lieu d’être remis à la personne ayant fait la découverte au motif qu’elle était simplement étudiante ou parce que c’était une femme. Elle déclarera en 1977 : « Je pense que les prix Nobel seraient dévalorisés s'ils étaient attribués à des étudiants en recherche, sauf dans des cas très exceptionnels, et je ne pense pas que ce soit le cas ici ».
Après avoir obtenu son doctorat, Jocelyn Bell travaille à l'université de Southampton, à l'University College de Londres et à l'Observatoire royal d'Édimbourg, avant de devenir pendant dix ans professeur de physique pour l’Université ouverte (Open University, institution anglaise donnant des cours à distance) ; elle est ensuite professeure invitée à l’université de Princeton. Bell fut doyenne de science à l'université de Bath entre 2001 et 2004 et présidente de la Royal Astronomical Society entre 2002 et 2004 et professeur invitée à l'université d'Oxford.

## Distinctions
Bien que n'ayant pas partagé le prix Nobel de physique remis en 1974 à Antony Hewish pour leur découverte, elle fut honorée par un certain nombre d'autres organisations.

### Prix
- 1973 : Médaille Albert A. Michelson (de) du Franklin Institute[16]
- 1978 : Prix en mémoire de Robert Oppenheimer (en)[17]
- 1986 : Prix Beatrice M. Tinsley de l'Union américaine d'astronomie[18]
- 1989 : Médaille Herschel de la Royal Astronomical Society[19]
- 2000 : Prix Magellan (en) de la Société américaine de philosophie[20]
- 2010 : Prix Michael Faraday de la Royal Society[21]
- 2015 : Médaille royale de la Royal Society[22]
- 2015 : Médaille d'or espagnol (es) du Conseil supérieur de la recherche scientifique
- 2018 : Grande médaille de l'Académie des sciences[23].
- 2018 : Prix de physique fondamentale, d'une valeur de 3 millions de dollars[24]. Elle lègue cet argent à l'Institut de physique de l'Université d'Oxford pour que soit créée une bourse en son nom pour aider les étudiants de catégories sous-représentées en physique. Selon elle, « l'histoire du pulsar est en partie arrivée parce que j'étais une minorité et une étudiante. Augmenter la diversité dans la physique ne peut amener que de bonnes choses »[25].
- 2021 : Médaille Copley de la Royal Society[26].
- 2022 : Prix Jules-Janssen de la Société astronomique de France[27].

### Sociétés savantes
- 2002 : Présidente de la Royal Astronomical Society[28]
- 2003 : Membre de la Royal Society[29]
- 2003 : Membre de l'Union astronomique internationale[30]
- 2004 : Membre de la Royal Society of Edinburgh[31]
- 2005 : Associé étranger de l'Académie nationale des sciences[32]
- 2015 : Membre d'honneur de l'Union américaine d'astronomie[33]
- 2018 : Membre de l'Académie américaine des arts et des sciences[34]
- Membre de la Société américaine de philosophie

### Honneurs
- 1995 : Karl G. Jansky Lecture (de)
- 2006 : Discours inaugural (William E. Gordon and Elva Gordon distinguished lecture) au Radiotélescope d'Arecibo
- 2014 : Elle est nommée dans l'émission 100 Women de la BBC

Elle a obtenu plusieurs doctorats honoris causa :
- 1993 : Université Heriot-Watt[35]
- 1997 : Université du Sussex[36]
- 2000 : Université de Leeds en Science
- 2007 : Université Harvard[37]
- 2007 : Université de Durham[38]
- 2009 : Université de Leicester[39]
- 2015 : Université McGill en Science[40]
- 2015 : Université Napier d'Édimbourg[41]
- 2015 : Université de la ville de Dublin[42]
- 2015 : Université nationale d'Irlande à Galway[43]
- 2016 : Université de l'Alberta[44]
- 2017 : Université de Valence en 2017[45]

L'observatoire Jocelyn Bell de Toulouse (OJBT), de l'association d'astronomie étudiante UPS in Space de l'université Toulouse-III-Paul-Sabatier, a été nommé en son honneur. En effet, l'OJBT est un observatoire à la gestion innovante ; le premier observatoire astronomique 100 % étudiant de France. Ce concept novateur positionne également la France en pionnière de l'astronomie étudiante. Après des années de travail par une équipe d'étudiants motivés, passionnés d'astronomie et inspirés par le parcours de Jocelyn Bell, l'OJBT voit symboliquement le jour en mai 2023 avec la pose de la coupole sur le campus.
L'astéroïde (25275) Jocelynbell est également nommé en son honneur.
D'avril 2023 à avril 2024, l'Espace pour la vie (Montréal), avec l'artiste MissMe, rend hommage à Jocelyn Bell et 6 autres femmes scientifiques, Katherine Johnson, Mary Jackson, Donna Strickland, Vera Rubin, Lise Meitner et Emmy Noether, « restées inconnues trop longtemps » avec l'exposition nobELLES dans le Planétarium,,,.

### Décorations
- Ordre de l'Empire britannique à titre civil Elle est faite Dame commandeur de l'ordre de l'Empire britannique (DBE) le 17 juin 2007. Elle était Commandeur depuis 1999.
- Grande médaille de l’Académie des sciences en France[53]

## Documentaire
Jocelyn Bell Burnell a été l’objet de la première partie de la série en trois parties Beautiful Minds de BBC Four, réalisée par Jacqui Farnham, dans laquelle sa carrière et ses contributions à l’astronomie sont exposées. En 2015, elle a reçu en Angleterre le prix Women of the Year Prudential Award dans la catégorie Lifetime Achievement. À cette occasion, elle dira : « On peut en fait s’en tirer extrêmement bien sans avoir obtenu de prix Nobel, et j’ai eu de nombreux autres prix, et tellement de récompenses et d’honneur que, en réalité, je pense que je me suis bien plus amusée que si j’avais eu le prix Nobel. C’est un feu de paille en quelque sorte : vous l’avez, vous êtes heureux le temps d’une semaine , et tout est terminé, plus personne ne vous remet quoi que ce soit après, parce qu’il y a le sentiment que rien ne peut être au même niveau ».
Documentaire en deux parties Einstein-Hawking, l'Univers dévoilé : Jocelyn Bell Burnell explique la genèse de sa découverte des pulsars dans la toute fin de la première partie de ce documentaire. Réalisation : Michael Lachmann. Pays : Royaume-Uni. Année : 2019. Diffusion sur la chaine franco-allemande Arte le 6 août 2022.

## Société des Amis
Depuis ses études dans une école quaker, Jocelyn Bell est active dans la Société des Amis. Elle est secrétaire (clerk) de l’Assemblée britannique de 1995 à 1997 et secrétaire (clerk) du comité exécutif du Friends World Committee for Consultation en 2008-2012. Elle témoigne de son itinéraire religieux et de ses croyances dans un entretien avec Joan Bakewell en 2006.

## Hommage dans les arts
Au théâtre: Les Fabuleuses, au  théâtre de la Reine Blanche à Paris, texte d'Élisabeth Bouchaud (27 mars-25 avril 2024).